# José Luis González Dávila
José Luis González Dávila (Ciudad de México; 14 de septiembre de 1942-8 de septiembre de 1995) fue un futbolista mexicano.

## Biografía
Vistió la camiseta del Club Universidad Nacional y del Deportivo Toluca. También la del Club Toluca en la parte final de su carrera. 
Jugó en la selección de fútbol de México que participó en los Juegos Olímpicos de Tokio 1964, en la Copa Mundial de Fútbol de 1966, en los Juegos Olímpicos de México 1968 y en la Copa Mundial de Fútbol de 1970, en la que anotó un gol a Italia en cuartos de final.

## Participaciones en Juegos Olímpicos
| Torneo                   | Sede   | Resultado    |
| ------------------------ | ------ | ------------ |
| Juegos Olímpicos de 1964 | Tokio  | Primera fase |
| Juegos Olímpicos de 1968 | México | Cuarto lugar |

## Participaciones en Copas del Mundo
| Mundial                        | Sede       | Resultado        |
| ------------------------------ | ---------- | ---------------- |
| Copa Mundial de Fútbol de 1966 | Inglaterra | Primera fase     |
| Copa Mundial de Fútbol de 1970 | México     | Cuartos de final |